# The Rivals (film 1915)
The Rivals è un cortometraggio del 1915 diretto da Chester M. Franklin e da Sidney Franklin.  I due registi erano fratelli e questo è, per entrambi, il loro secondo film. Avevano esordito nella regia qualche settimana prima, con il corto The Baby.

## Produzione
Il film fu prodotto dalla Komic Pictures Company,

## Distribuzione
Distribuito dalla Mutual, il film - un cortometraggio di una bobina - uscì nelle sale statunitensi il 23 maggio 1915.